# Pahinta tänään
Pahinta tänään - kokoelma - to pierwsza kompilacja zespołu Indica, wydana przez Sony BMG Music Entertainment. Znalazło się na niej osiem utworów z poprzednich albumów zespołu oraz trzy niepublikowane wcześniej utwory i jeden nagrany podczas koncertu w studiu. 

## Lista utworów
1. Valokeilojen vampyyri
2. Ikuinen virta
3. Scarlett
4. Pidä kädestä
5. Vuorien taa
6. Valoissa
7. Ruusupensaat
8. Murheiden maa
9. Linnansa vanki
10. 10 h myöhässä
11. Kersantti Karoliina (live)
12. Pahinta tänään

## Single
- Valokeilojen vampyyri (promo)
- Murheiden Maa (promo)

## Klipy wideo
- Valokeilojen vampyyri (2009)